# What If
What If este o piesă interpretată de Dina Garipova,care va reprezenta Rusia în Concursul Muzical Eurovision 2013..